# Matmakarna
Matmakarna var ett matlagningsprogram på TV4 som gick i två säsonger under 1999 under ledning av Anders Dahlbom.

## Programmet
I varje program gästas Anders Dahlbom av två kändisar som under hans ledning ska tillaga komplicerade maträtter.

## Gäster

### Säsong 1
- 20 januari 1999: Lasse Kronér och Martin Timell
- 27 januari 1999: My Holmsten och Inga Gill
- 3 februari 1999: Ola Forssmed och Kenneth Söderman
- 10 februari 1999: Kim Anderzon och Jon Skolmen
- 17 februari 1999: Arne Hegerfors och Benno Magnusson
- 24 februari 1999: Tuva Novotny och Lena Lindblom
- 3 mars 1999: Mogge Sseruwagi och Dominika Peczynski
- 10 mars 1999: Staffan Ling och Bengt Andersson
- 17 mars 1999: Hans Crispin och Lotta Jankell
- 24 mars 1999: Stefan Gerhardsson och Krister Classon
- 31 mars 1999: Alexandra Charles och Kerstin Hallert
- 7 april 1999: Peter Harrysson och Per Mattsson

### Säsong 2
- 8 september 1999: Bengt Bauler och Carina Lidbom
- 15 september 1999: Meg Westergren och Lasse Flinckman
- 22 september 1999: Micke Syd och Thomas Petersson
- 29 september: 1999: Ernst Billgren och Carl Johan de Geer
- 6 oktober 1999: Anette Kullenberg och Lasse Brandeby
- 13 oktober 1999: Brasse Brännström och Jan Mybrand
- 20 oktober 1999: Ewa Fröling och Anki Lidén
- 27 oktober 1999: Alexander Skarsgård och Måns Nathanaelson
- 3 november 1999: Görel Crona och Helge Skoog
- 10 november 1999: Claes Malmberg och Yvonne Ryding-Bergqvist
- 17 november 1999: Benny Haag och Sven Melander
- 19 november 1999: Grete Havnesköld och Carl-Robert Holmer-Kårell
- 24 november 1999: Claire Wikholm och Stefan Grudin